# GDAL
GDAL (Geospatial Data Abstraction Library) је програмска библиотека за читање и уписивање података у растере у ГИС формату, и објављен је под МИТ лиценцом од ОСГео фондације. Као библиотека, она представља један заокружујући слој ка апликацији која је користи, за све подржане формате. Такође може бити кориштена у, веома корисном режиму командне линије, за превод и процесирање података.
Са њом повезана OGR библиотека (која је саставни дио GDAL-а) обезбјеђује сличне могућности за векторске податке.
GDAL је примарно развијен од Френка Вармердама до изласка верзије 1.3.2, када одржавање преузима GDAL/OGR комитет за управљање пројектом у саставу ОСГео фондације.
GDAL/OGR се сматра за важнији пројекат унутар слободног софтвера као и међу корисницима комерцијалних ГИС рјешења, захваљујући свом свеобухватном сету функција.

## Програми који користе
-{
- Delta GIS
- GRASS GIS
- OSSIM
- GvSIG

}-
- - Техничке спецификације[мртва веза]
- Квантум ГИС

- – вишеплатформски ГИС отвореног кода сабран од Френка Вармердама
- - Виртуелни преглед планете

- gdaltokmz, модул за превођење из формата подржаних у GDAL-у у KMZ формат (Google Earth) писан у Питон-у
- ArcGIS 9.2 може користити GDAL за приступ појединим форматима[1]
- TopoQuest - Преглед топографских мапа преко интернета
- Orfeo toolbox - Библиотека за процесирање сателитских снимака